# عمارت قصر آینه
عمارت قصر آینه مربوط به دوره پهلوی اول است و در یزد، خیابان آیت‌الله کاشانی واقع شده و این اثر در تاریخ ۴ مرداد ۱۳۷۸ با شمارهٔ ثبت ۲۴۰۰ به‌عنوان یکی از آثار ملی ایران به ثبت رسیده است.